# Крафт, Логин Юрьевич
Ло́гин Ю́рьевич Крафт (Во́льфганг Лю́двиг Крафт) (нем. Wolfgang Ludwig Krafft; 1743—1814) — российский астроном, физик. Известен исследованиями по определению географических координат используя астрономические наблюдения, работами по математике и демографическими наблюдениями.
Академик Петербургской академии наук.

## Биография
Родился 25 августа (5 сентября) 1743 года в Санкт-Петербурге в семье академика Георга Вольфганга Крафта. Когда Вольфгангу Людвигу исполнился год, его семья переехала в Германию, в Тюбинген, где отец стал преподавать в местном университете. В детстве его прочили в священники, однако он решил пойти по стопам отца. Первая статья Крафта под названием «De ratione ponderum sub polo et aequatore» вышла в Тюбингене в 1764 году. 
В 1768 году он стал адъюнктом Санкт-Петербургской академии наук, а еще через три — 8 апреля 1771 — академиком. Работал вместе с Эйлером, помогая ему в вычислениях для трактатов: «Theoria motus lunae». 
В 1782 году его назначили профессором математики в сухопутном шляхетном кадетском корпусе, затем профессором в инженерном корпусе. В 1802 году он стал почётным членом департамента адмиралтейства. Учил математике детей императора Павла — великих князей Константина, Николая, Михаила и великих княжон. Также преподавал до 1802 года в Горном училище, сменив там И. М. Ренованца, умершего в 1798 году. Был профессором в императорской академической гимназии; также написал несколько учебников для её учеников.

## Астрономические наблюдения
В августе 1767 года Академия наук заключила контракт с Крафтом на исполнение им обязанностей «обсерватора при обсерватории». Вскоре он был назначен руководителем одной из двух экспедиций, направлявшихся Академией наук в Оренбург для наблюдения за прохождением Венеры по диску Солнца в 1769 г.
После успешного проведения экспедиции, по возвращении в Петербург, Крафт попытался вести самостоятельные наблюдения в Академической обсерватории, но из-за противодействия С. Я. Румовского ему в этом было отказано. Тогда Крафт попросил выделить ему средства на создание собственной домашней обсерватории, и, поскольку Академия в этом отказала, он построил её на собственные средства в 1771 году. Обсерватория находилась на чердаке над квартирой Крафта.
Наблюдения велись через отверстие в кровле с помощью «зрительной трубы Доллонда», ахроматической с фокусным расстоянием в 10 футов. «Моменты контактов при схождении и расхождении дисков Солнца и Луны определялись с точностью до долей секунды». Известно, что Крафт наблюдал в своей обсерватории затмение Солнца, происшедшее 12 марта 1773 г.

## Демографические исследования
В одной из своих работ Крафт рассматривал статистические данные о движении народонаселения в Петербург в 17-летний период с 1764 по 1780 год и пришел к выводу, что в Петербурге из 1000 человек умирает ежегодно около 28, в то время как в других больших городах на 1000 человек приходится 42 умирающих, отмечая при этом, что смертность в Петербурге сильнее всего в мае и слабее всего в ноябре.
Эта работа Крафта была особо отмечена директором академии Дашковой которая выразила желание, «чтобы и другие академики посвящали труды свои таким предметам исследований, которых потребно для пользы русского общества и для блага России».
Крафт сформулировал требования, предъявляемые к статистическим данным о народоселении, ввел показатели плодовитости и смертности, вывел формулу для вычисления прироста населения, в частности, формулу для периода удвоения числа жителей.

## Признание заслуг
В 1935 году в честь Л. Ю. Крафта был назван крупный лунный ударный кратер Крафт.